# Natalija Syl'janova
Natalija Vasylivna Syl'janova (in ucraino Наталія Василівна Сильянова?; Dnipropetrovs'k, 29 gennaio 1971) è un'ex cestista ucraina.
Playmaker di 173, ha giocato con Priolo in Serie A1.

## Carriera
Con l'Ucraina ha disputato i Giochi olimpici di Atlanta 1996 e due edizioni dei Campionati europei (1995, 1997).

## Statistiche
Dati aggiornati al 31 luglio 2011.
| Stagione        | Squadra     | Competizione | Partite | Partite | Partite | Statistiche tiro | Statistiche tiro | Statistiche tiro | Altre statistiche | Altre statistiche | Altre statistiche | Altre statistiche | Altre statistiche |
| Stagione        | Squadra     | Competizione | Pres.   | Titol.  | Minuti  | Tiri da 2        | Tiri da 3        | Liberi           | Rimb.             | Assist            | Rubate            | Stopp.            | Punti             |
| --------------- | ----------- | ------------ | ------- | ------- | ------- | ---------------- | ---------------- | ---------------- | ----------------- | ----------------- | ----------------- | ----------------- | ----------------- |
| 2002-2003       | Acer Priolo | Serie A1     | 24      |         | 906     | 79/213           | 76/185           | 97/112           | 45                | 9                 | 51                |                   | 483               |
| Totale carriera |             |              |         |         |         |                  |                  |                  |                   |                   |                   |                   |                   |